# 扁吻巽他銀魚
扁吻巽他銀魚為輻鰭魚綱鲱形目鲱科的其中一種，分布於亞洲婆羅洲卡普阿斯河流域，體長可達1.9公分，棲息在沙泥底質、水流快速的溪流，生活習性不明。

## 擴展閱讀
維基物種上的相關：扁吻巽他銀魚